# Большой Качский Ранн
Большо́й Ка́чский Ранн (англ. Great Rann of Kutch) — сезонно болотистая солончаковая пустыня, расположенная в биогеографическом регионе пустыни Тар на территории округа Кач штата Гуджарат, Индия. Название «ранн» происходит от слова ран (хинди रण), которое на языке хинди означает «солончак». Это слово, в свою очередь, произошло от санскритского ирина (IAST: iriṇa, इरिण), встречающееся в «Ригведе» и «Махабхарате». Качский Ранн занимает территорию в 30 000 км² и располагается между Качским заливом и устьем реки Инд в южном Пакистане. В северной части Качского Ранна в Качский залив впадает река Луни, берущая своё начало в Раджастхане. В период сезона дождей плоский пустынный солончак покрывается водой и служит местом размножения фламинго и других видов птиц. В особо влажные годы заболачивается всё пространство от Качского до Камбейского залива.
Ранее этот регион был отмелью Аравийского моря. Затем Качский Ранн оказался изолированным от Индийского океана, превратившись в большое озеро, которое существовало ещё во времена Александра Македонского. В прошлом в Качский Ранн впадала река Гхаггар-Хакра, отождествляемая с рекой Сарасвати, описанной в Ведах. Более 3000 лет назад она стала сезонной рекой, исчезающей в пустыне на севере Раджастхана. В 1863 году исследованием геологической структуры Большого Качского Ранна занимался Фердинанд Столичка.